# Kelheimwinzer
Kelheimwinzer ist ein Gemeindeteil der Kreisstadt Kelheim und eine Gemarkung im niederbayerischen Landkreis Kelheim. Bis 1978 bestand die Gemeinde Kelheimwinzer.

## Lage
Das Pfarrdorf Kelheimwinzer liegt an der Donau etwa drei Kilometer östlich vom Kelheimer Ortskern zwischen der Donau im Süden und der Kreisstraße KEH 38 im Norden.

## Geschichte
Am 10. Mai 1138 erhielt das Chorherrenstift Rohr ein Gut mit mehreren Hofstätten und Weinbergen in Kelheimwinzer, dem im Verlauf des 12. Jahrhunderts weitere Güter folgten.
Im Salbuch von Stift Niedermünster zu Regensburg von 1444 wird auf ein altes Recht von 1311 verwiesen, wonach die Weinzierl von Kelheimwinzer und Herrnsaal, soweit sie Grundholden des Stifts waren, ihr eigenes Gewächs (den Baierwein) auf ihrem Grund ausschenken durften. 1484, 1497, 1527 und 1585 gab es Streit um das Schankrecht in Kelheimwinzer.
1472 erhielt Kelheimwinzer ein Frühmessbenefizium. Das Kuratbenefizium gehörte bis zur Pfarreierhebung 1924 zur Pfarrei Obersaal. Kelheimwinzer wurde häufig von Überschwemmungen heimgesucht. Ein Stich von Michael Wening um 1700 zeigt das damalige Schloss Kelheimwinzer des Stifts Niedermünster.
Die Gemeinde Kelheimwinzer im Bezirksamt Kelheim bestand 1871 aus den Orten Frauenhäusl, Goldberg, Irlbrunn und Kelheimwinzer.  1840 hatte Kelheimwinzer 45 Häuser und 212 Einwohner. Zwischen 1939 und 1946 stieg die Einwohnerzahl der Gemeinde von 385 auf 521. 1964 wurde der Gemeindeteil Goldberg in die Stadt Kelheim umgegliedert. Am 1. Mai 1978 wurde die Gemeinde Kelheimwinzer im Zuge der Gebietsreform in Bayern in die Stadt Kelheim eingegliedert.

## Sehenswürdigkeiten
- Neue Pfarrkirche St. Jakobus der Ältere. Sie wurde 1956 erbaut.
- Alte Pfarrkirche St. Jakobus der Ältere. Die Chorturmkirche wurde in der zweiten Hälfte des 13. Jahrhunderts erbaut und im 17. Jahrhundert erweitert.

## Bildung und Erziehung
- Grundschule Kelheimwinzer
- Katholischer Kindergarten St. Elisabeth Kelheimwinzer

## Vereine
- Freiwillige Feuerwehr Kelheimwinzer. Sie wurde 1893 gegründet.
- SV Kelheimwinzer. Er wurde am 22. April 1966 gegründet.
- Katholischer Frauen- und Mütterverein Kelheimwinzer-Herrnsaal
- Schützenverein Winzerer Fähndl e. V.
- Krieger-, Kameraden- und Reservistenverein Kelheimwinzer/Herrnsaal. Er wurde 1958 wiedergegründet.
- Oldtimerfreunde Winzerberg e. V (2014)